# Масленица святого Григория Просветителя
Масленица святого Григория Просветителя — армянский церковный праздник, предшествующий посту Армянской Апостольской Церкви в честь праздника обретения мощей св. Просветителя.

## Традиции и обычаи
Масленица св. Гр. Просветителя является церковным праздником Армянской Апостольской Церкви, который предшествует празднику Обретения мощей Св. Просветителя. Отмечается Масленица в воскресенье непосредственно перед началом поста. Праздник обычно выпадает на одно из воскресений июня или начала июля
Согласно армянской церковной традиции: Масленица является воспоминанием человеческого счастья, которым наслаждались в своё время Адам и Ева в раю. Человеку, согласно ей же, можно было вкусить все плоды за исключением плода с дерева знания, который символизирует пост идущий за масленицей. Масленица является выражением добродетелей. В этот день люди выходят из траура и начинают радоваться, забывают о страданиях и находят утешение. Каждый христианин смиренностью души, покаянием, с надеждой на милость Бога приступает к посту.

## Дата начала
Армянская апостольская церковь в целом живёт по Григорианскому календарю, но общины в диаспоре, на территории церквей, использующих Юлианский календарь, по благословению епископа могут жить и по Юлианскому календарю. То есть календарю не придается «догматического» статуса
| Даты начала "Масленицы св. Гр. Просветителя" по Григорианскому календарю (по Юлианскому + 13 дней) |              |
| 3 июля 2011                                                                                        | 17 июня 2012 |
| 9 июня 2013                                                                                        | 29 июня 2014 |
| 14 июня 2015                                                                                       | 5 июня 2016  |
| 25 июня 2017                                                                                       | 10 июня 2018 |
| 13 июня 2019                                                                                       | 21 июня 2020 |
| 13 июня 2021                                                                                       | 26 июня 2022 |
| 18 июня 2023                                                                                       | 9 июня 2024  |
| 29 июня 2025                                                                                       | 14 июня 2026 |
| 6 июня 2027                                                                                        | 25 июня 2028 |
| 10 июня 2029                                                                                       | 30 июня 2030 |